# Tōkyō Fukushi Daigaku

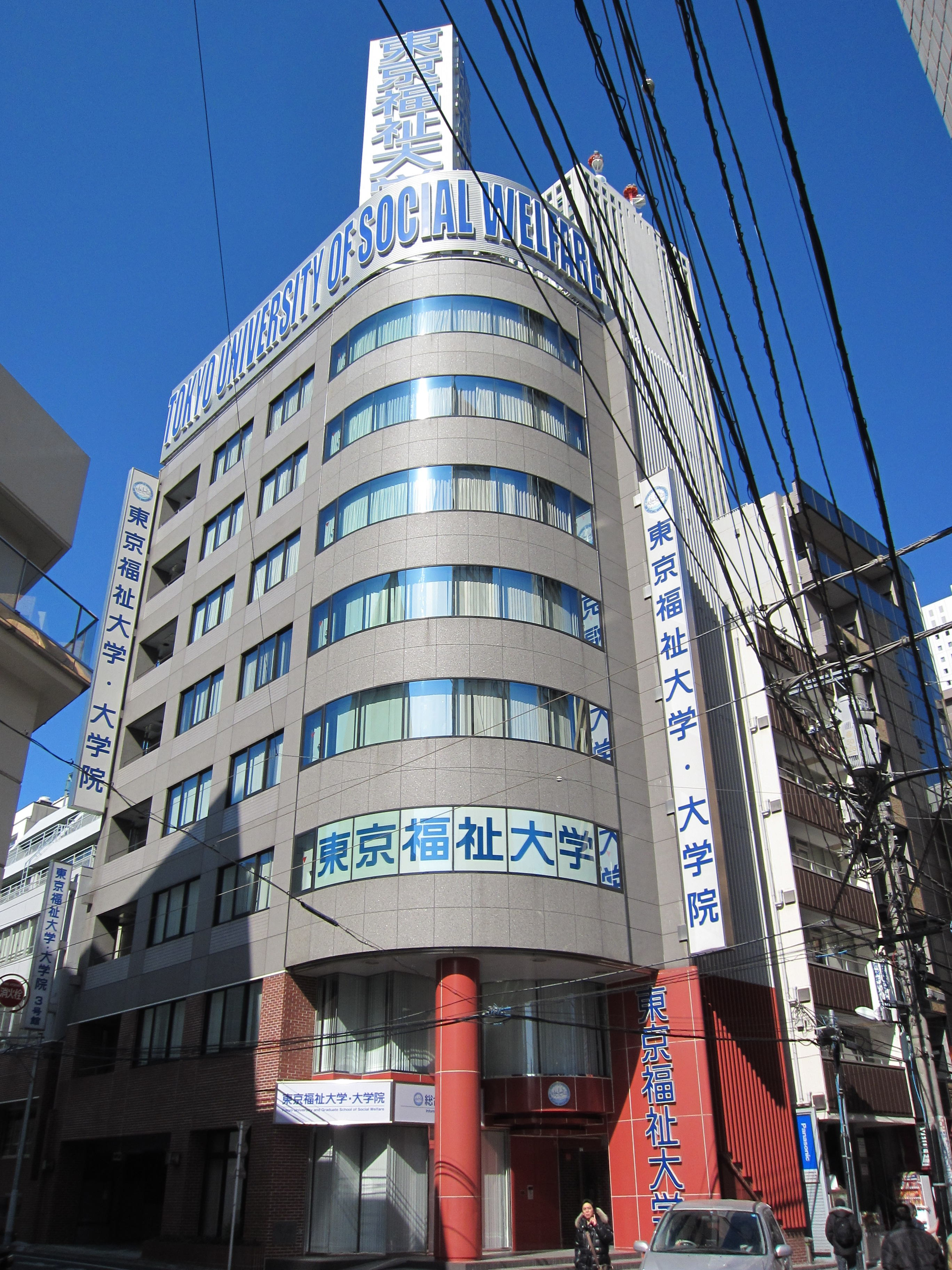
Hauptgebäude der Universität

Die Tōkyō Fukushi Daigaku (japanisch 東京福祉大学, englisch Tokyo University of Social Welfare, kurz: Tōfukudai (東福大) oder TUSW) ist eine private Universität in Japan.
Sie hat vier Standorte: den Campus Ikebukuro in Toshima (Tokio), den Campus Ōji in Kita (Tokio), den Campus Nagoya (Aichi) und den Campus Isesaki (Gunma).

## Fakultäten
- Fakultät für Soziale Wohlfahrt
- Fakultät für Erziehungswissenschaft
- Fakultät für Psychologie